# Agrilus charismaticus
Agrilus charismaticus (лат.) — вид узкотелых жуков-златок.

## Распространение
Китай.

## Описание
Длина узкого тела взрослых насекомых (имаго) 8,4 мм. Отличаются пронотумом широчайшим у переднего края и его диском с глубоким срединным вдавлением; прехумеры отсутствуют; надкрылья гладкие с парой предшовных опушенных пятен в апикальной трети; парамеры эдеагуса с заметными мембранозными лопастями, двуцветной окраской. Близкие виды и группы видов не определены (отсюда видовое название). Переднегрудь с воротничком. Боковой край переднеспинки цельный, гладкий. Глаза крупные, почти соприкасаются с переднеспинкой. Личинки предположительно развиваются на различных лиственных деревьях. Время и высота места обнаружения неизвестны. Вид был впервые описан в 2000 году, а его валидный статус подтверждён в ходе ревизии, проведённой в 2011 году канадскими колеоптерологами Эдвардом Йендеком (Eduard Jendek) и Василием Гребенниковым (Оттава, Канада).